# Preseka
Preseka je malá vesnička a správní středisko stejnojmenné opčiny v Chorvatsku v Záhřebské župě. Nachází se asi 11 km severozápadně od Vrbovce a asi 43 km severovýchodně od centra Záhřebu. V roce 2011 žilo v Presece 104 obyvatel, v celé opčině pak 1 448 obyvatel.
Součástí opčiny je celkem 15 trvale obydlených vesnic. Největší vesnicí opčiny však není Preseka, ale vesnice Ledina s 198 obyvateli, Preseka je až pátou největší vesnicí opčiny.
- Donja Velika – 68 obyvatel
- Gornja Velika – 62 obyvatel
- Gornjaki – 49 obyvatel
- Kamenica – 64 obyvatel
- Kraljev Vrh – 99 obyvatel
- Krušljevec – 104 obyvatel
- Ledina – 198 obyvatel
- Pogančec – 125 obyvatel
- Preseka – 104 obyvatel
- Slatina – 117 obyvatel
- Srednja Velika – 58 obyvatel
- Strmec – 25 obyvatel
- Šelovec – 161 obyvatel
- Vinkovec – 136 obyvatel